# Earl Scruggs
Earl Scruggs (Flint Hill (North Carolina), 6 januari 1924 – Nashville, 28 maart 2012) was een Amerikaans bluegrassbanjospeler die bekend werd met zijn drievingerstijl, die een van de kenmerkende onderdelen werd van bluegrassmuziek. Ook de toon die Scruggs uit zijn Gibson Granada haalde is slechts door weinigen geëvenaard.

## Biografie
In 1945 ging hij deel uitmaken van Bill Monroes Blue Grass Boys en zijn drievingerspeelstijl werd al snel een sensatie. In 1948 verliet hij de band van Monroe en vormde een eigen band 'The Foggy Mountain Boys' met zanger/gitarist Lester Flatt die ook juist the Blue Grass Boys had verlaten.
In 1962 namen Flatt en Scrugs The ballad of Jed Clampett op, de titelmuziek voor de televisieserie The Beverly Hillbillies, waarin ze zelf ook enkele malen optraden. In 1968 gingen Flatt en Scruggs uit elkaar en startte Scruggs een nieuwe band, the Earl Scruggs Revue, samen met enkele van zijn zoons. Hierin zou hij echter helaas nooit meer het niveau van zijn periode bij de Foggy Mountain Boys halen.
Flatt en Scruggs kregen in 1968 een Grammy voor de instrumentale uitvoering van Foggy Mountain Breakdown. In 2002 kreeg Scruggs een tweede Grammy, voor een heropname van datzelfde nummer.
Het ultieme banjoalbum is de instrumentale LP "Foggy Mountain Banjo", met daarop veel van de nummers die ofwel geschreven door, dan wel in de uitvoering door Scruggs zijn gaan behoren tot het basisrepertoire van iedere banjospeler.
In 1979 werd hij opgenomen in America's Old Time Country Music Hall of Fame, in 1991 in de International Bluegrass Music Hall of Fame en in 2007 in de Nashville Songwriters Hall of Fame.
- Bibsys: 56721
- Bibliothèque nationale de France: cb13899610z (data)
- Gemeinsame Normdatei: 129230723
- International Standard Name Identifier: 0000 0000 5514 1960
- Library of Congress Control Number: n82096233
- MusicBrainz: 71fcf554-e192-49d0-8cae-060ac46b1083
- Nationale Bibliotheek van Tsjechië: jn20040102006
- Nederlandse Thesaurus van Auteursnamen: 100699677
- Istituto Centrale per il Catalogo Unico: MODV651053
- SNAC: w6jq1ddr
- Système universitaire de documentation: 160319498
- Virtual International Authority File: 42026602
- WorldCat: E39PBJkHmR6Gfbx8Ttvy7Rvyh3